# Ludwig Philippson
Ludwig Philippson, född 22 december 1811 i Dessau, död 29 december 1889 i Bonn, var en tysk rabbin. Han var far till Martin och Alfred Philippson.
Philippson var 1833-61 lärare och rabbin i Magdeburg och därefter bosatt i Bonn. Han uppsatte 1837 "Allgemeine Zeitung des Judenthums" och verkade på flera sätt med kraft för judarnas religiösa och politiska intressen. Bland annat utgav han i gottköpsupplaga Die israelitische Bibel (1839-47; innehållande urtexten, tysk översättning, utförlig kommentar och mer än 500 träsnitt) samt stiftade tillsammans med Isaak Markus Jost och Adolf Jellinek Israelitischer Litteraturverein.